# Росситер, Джеймс
Джеймс Росситер (англ. James Rossiter; род. 25 августа, 1983, Оксфорд, Англия) — британский автогонщик.

## Карьера
Когда Росситеру исполнилось 14, он начал выступать в картинге. Он поучаствовал в 20 картинговых соревнованиях на протяжении трёх лет. В 2001, Росситер провёл тесты в Формуле Палмер Ауди на трассе принадлежащей Джонатану Палмеру. Между 2001 и 2002, провёл тесты для Falcon Motorsport команды выступающей в Формуле-Рено из Гуадикс, Испания. Он участвовал в 2002, но не получил лицензии для продвижения дальше. В начале 2002 у него получилось это, и он получил гоночную лицензию.
Росситер плохо начал стартовал в своей формульной карьере, четвёртое место было его лучшим результатом, но он продвинулся в зимней серии, заработав четвёртое место в чемпионате. Он выиграл 2 первых этапа в Донингтон Парке, and was publicly praised by Niki Lauda, whose son Matthias was also competing.
Росситер сменил команды в сезоне 2003, перейдя в Fortec Motorsport. Росситер финишировал третьим, позади чемпиона Льюиса Хэмилтона и Алекса Ллойда. Он выиграл всего лишь одну гонку и поул, на трассе Тракстон. Он тестировал болид Формулы-3 зимой на трассе Крофт и Пэмбри за Manor Motorsport, Alan Docking Racingи Fortec. Также он тестировал болид Ф3000 в Хересе, вместе с Нико Росбергом и Нельсоном Пике Анжело за Arden International.
Росситер перешёл в Ф3 в 2004 вместе с Fortec. Он закончил чемпионат третьим вслед за Пике и Адамом Кэроллом, с 3 победами на трассах Сильверстоун, Knockhill и Брэндс-Хэтч. Росситер участвовал в Гран-при Макао, где он не финишировал; в Зандвоорте он финишировал четвёртым, в 9.334 секундах позади Александра Према.
В 2005, покинул британскую серию и перешёл в Евросерию Формулы-3 за Signature-Plus в качестве напарника Луика Дюваля и закончил чемпионат на седьмой позиции, отстав на 121 очко от доминировавшего чемпиона Льюиса Хэмилтона. Он также попал в программу поддержки молодых пилотов Honda. В 2006, Росситер перешёл в Мировую Серию Рено за Pons Racing, финишировал тринадцатым и занял 2 место в рамках этапа поддержки Гран-при Монако.   
На сезон 2007, Росситер подписал контракт тест-пилота Honda с Кристианом Клином. Позднее, 14 мая 2007, Росситер был объявлен тест-пилотом Super Aguri.
Джеймс впервые появился в ALMS за рулём ARX-01b машины LMP2 вместе с Andretti Green Racing и её основным пилотом Франком Монтаньи.
Он принял участие в трёх этапах.